# Trancanill

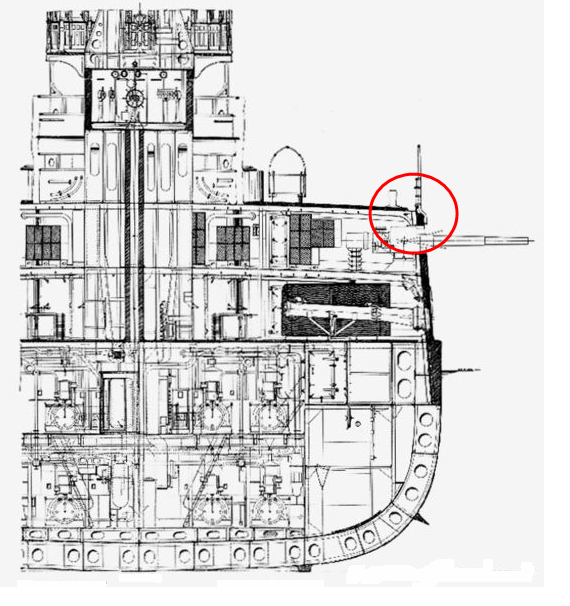
Trancanill en un vaixell d'acer.

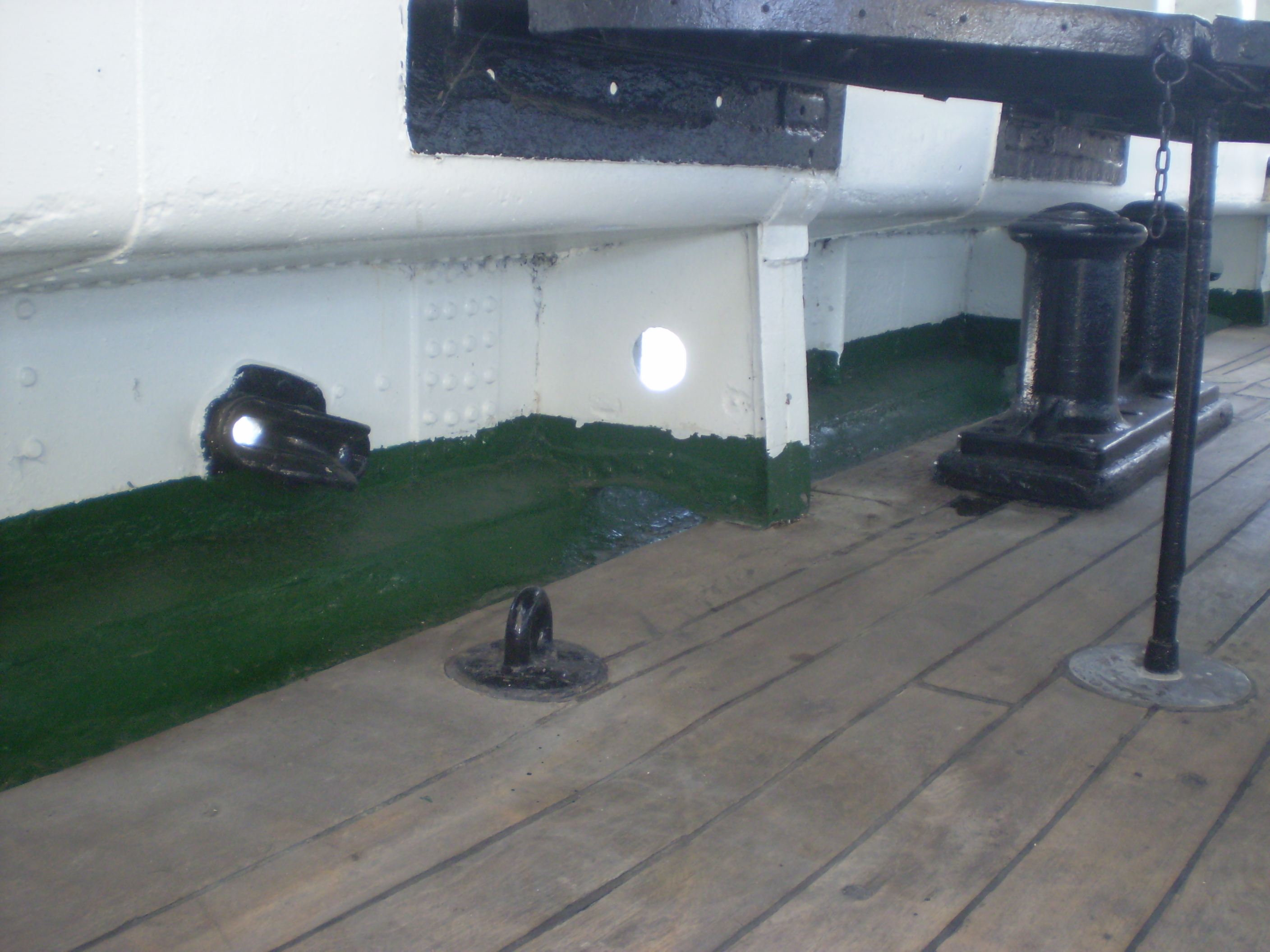
Trancanill (pintat de verd) mostrant un cert desnivell amb la coberta.

En construcció naval s'anomena trancanill, clau o trancanell a la filada de la coberta que uneix el folre exterior del buc amb la mateixa coberta.
En bucs tradicionals de fusta el trancanill reposava sobre la cinta i també s'anomenava taula de claus.
En bucs construïts amb altres materials (acer, resines reforçades amb fibres…) el terme trancanill denomina la zona d'unió entre la coberta i els costats del buc.
En moltes ocasions el disseny del trancanill adopta un desnivell per a afavorir el desguàs de l'aigua embarcada sobre la coberta a través dels embornals.